# Wadsim Zwetau
Wadsim Zwetau (belarussisch Вадзім Цветаў, russisch Вадим Цветов/Wadim Zwetow; * 19. September 1986) ist ein belarussischer Sommerbiathlet in der Ausprägung Crosslauf.
Wadsim Zwetau gewann bei den Junioren-Sommerbiathlon-Weltmeisterschaften 2006 in Ufa mit Iryna Babezkaja, Nadseja Skardsina und Igor Matlachow in der Mixed-Staffel hinter dem russischen und ukrainischen Team die Bronzemedaille. Im Sprint erreichte er Platz acht, in der Verfolgung wurde er Zehnter. Ein Jahr später gewann er in Otepää bei der Junioren-Sommer-WM mit Babezkaja, Wera Kalbjanok und Wiktor Kulagin erneut Mixed-Staffelbronze. Im Sprint kam ein 13. Rang hinzu, im Massenstart wurde er Fünfter. Bei den Sommerbiathlon-Europameisterschaften 2009 in Nové Město na Moravě lief Zwetau auf den 17. Platz im Sprint, im Massenstart wurde er Elfter und Vierter im Rennen der Mixed-Staffel.